# Knodara
Knodara (gr. Κνώδαρα, tur. Gönendere) – wieś na Cyprze, w dystrykcie Famagusta. Położona jest na terenie republiki Cypru Północnego, 8 km na zachód od Lefkoniko, na autostradzie łączącej Nikozję z Trikomo.